# Johnny Christ
 (juillet 2011).
Si vous disposez d'ouvrages ou d'articles de référence ou si vous connaissez des sites web de qualité traitant du thème abordé ici, merci de compléter l'article en donnant les références utiles à sa vérifiabilité et en les liant à la section « Notes et références ».
Johnny Christ, de son vrai nom Jonathan Lewis Seward est un bassiste américain né le 18 novembre 1984. Il joue dans le groupe Avenged Sevenfold depuis 2002. Ses groupes favoris sont Pantera, Megadeth et Metallica. Il a commencé à jouer de la basse quand il avait 12 ans.

## Biographie
Johnny Seward est allé à la Marina High School à Huntington Beach, Californie. Il s'est rendu au lycée et a rencontré M. Shadows, Zacky Vengeance, Synyster Gates et The Rev. Malgré le fait qu'il ne jouait pas dans Avenged Sevenfold à ce moment, Johnny était déjà ami avec The Rev et Zacky Vengeance, puis, peu après, avec M. Shadows et Synyster Gates. Après le départ de Dameon Ash en 2002, il a été invité pour combler le poste de bassiste d'Avenged Sevenfold puisqu'il avait joué de la basse avec le groupe chaque fois que Dameon ne pouvait assister aux répétitions. 

« Je ne crois pas qu'il existe un bassiste qui puisse jouer une ligne de basse aussi rapidement que Johnny. »

— The Rev
Johnny était également ami avec le frère cadet de Zacky Vengeance ; Matt Baker, anciennement membre du groupe The Dear & Departed. En mai 2009, il a participé au Rallye 3000 Gumball. 
Son premier concert était un concert de Metallica. Il avait 12 ans.

## Carrière musicale
Christ a initialement pris quelques semaines de congé durant ses dernières années à l'école secondaire pour remplir le rôle du précédent bassiste d'Avenged Sevenfold, Dameon Ash, lors d'une de leurs tournée, puisqu'il était parti en tournée avec Avenged Sevenfold en tant que « roadie ». Ces dernières semaines deviendront permanentes lorsqu'il abandonnera l'école pour devenir le bassiste actuel du groupe.
Il s'enregistre pour la première fois sur leur deuxième album Waking the Fallen. Par le passé, il écrivait seulement « Johnny » sur ses autographes jusqu'à ce que Zacky lui trouve le nom « Johnny Christ », et dans le DVD All Excess, il dit: «cela sonne ... vraiment courageux. Tout le monde va détester, donc ... Je devrais certainement y aller avec ça.»

## Matériel
Guitare basse
- Schecter Johnny Christ Signature Bass[1]
- Ernie Ball Music Man StingRay Bass[2]
- Ernie Ball Musicman Sterling
- Ernie Ball Musicman 30th Anniversary Stingray Bass with Seymour Duncan Basslines SMB-4D, SJB-3n[3]
- Nash Bass
- Rickenbacker bass
- Acoustic bass

Amplificateurs
- Ampeg SVT 8x10 Cab
- Gallien-Krueger 412 Neo cab
- Gallien-Krueger 8x10 Neo cab
- Gallien-Krueger 1001 RB Head
- Gallien-Krueger 2001 RB Head (for dirty sound)
- Gallien-Krueger 800RB Head

Pédales d'effets
- Dunlop 105Q Crybaby Bass Wah
- Tech 21 SansAmp RBI Bass Driver DI
- MXR M-80 Bass D.I (x2)
- H2O Liquid Chorus & Echo
- MXR JD-M83 Bass Deluxe Chorus
- Boss GEB-7 Bass Equalizer
- Boss SYB-5 Bass Synthesizer
- Boss NS-2 Noise Suppressor
- Boss TU-3 Chromatic Tuner

Autres équipement
- Ernie Ball 2831 Power Slinky Bass Strings
- Dunlop black Grommet strap
- Dunlop Tortex Pitch Black picks